# Monster Hunter 3 Ultimate
Monster Hunter 3 Ultimate es un videojuego desarrollado y publicado por Capcom para Nintendo 3DS y Wii U. La versión para Nintendo 3DS salió a la venta el 10 de diciembre de 2011 en Japón como Monster Hunter Tri G (モンスターハンター3（トライ）G Monsutā Hantā Torai G?). Se trata de una adaptación del título de Wii Monster Hunter Tri. El juego fue anunciado oficialmente en el Tokyo Game Show de 2011. Sus novedades son principalmente la inserción de nuevos monstruos como el Brachydios o el Guran Miraosu y la inclusión de los monstruos que salieron en el Monster Hunter Portable 3 que no llegó al mercado occidental. El juego llevaba dos años en desarrollo, desde que la propia Capcom tuvo los kits de desarrollo para la portátil. Se anunció que Tri G sería lanzado en América del Norte y Europa como Monster Hunter 3 Ultimate, y también sería lanzado en Wii U. La versión de Wii U incluye gráficos en alta definición, modo en línea, multijugador local y la capacidad de importar el progreso del juego para Nintendo 3DS. La versión de Wii U es conocida en Japón como Monster Hunter 3G HD, y salió a la venta el 8 de diciembre de 2012, cuando Wii U fue lanzada en Japón. El 28 de febrero de 2013, salió una demo para Wii U y 3DS.
Monster Hunter Tri G consiguió una muy buena crítica, obteniendo un 38/40 (10/10/9/9) en la famosa revista japonesa Famitsu.

## Monstruos
- Como novedad principal un nuevo monstruo llamado Brachydios, que reside en el volcán.

- Ludroth Real, Lagiacrus, Zinogre, Duramboros, Ceadeus y Jhen Mohran ahora tienen su propia subespecie.

- Además, el Nargacuga y Lagiacrus disponen ahora de una nueva subspecie "rara".

- Un dragón anciano llamado Miralis Funesto, se puede cazar al obtener el RC7.

- Algunos de estos monstruos tienen ataques nuevos, tales como Gigginox poniendo huevos en la espalda, Qurupeco realizando un baile para inducir sueño, Uragaan conectando su voltereta en un golpe de mandíbula, y Jhen Mohran expulsando un chorro de arena de su boca.

- El Rathalos Azul, Rathian Rosa, Plesioth y Plesioth Verde se han renovado para el juego.

- El Deviljho tiene una nueva forma, "Jho Salvaje".

## Puerto Tanzia
Como novedad principal, el juego cuenta con una ciudad portuaria adicional: Tanzia. En ella se llevan a cabo todas las operaciones relacionadas con la comunicación con otros jugadores, tanto de forma en línea en Wii U, como por StreetPass en 3DS. Se pueden aceptar misiones en solitario, a lo cual Cha-cha y Kayamba se unirán a ti.

## Armas
Todos los tipos de armas incluidos en este juego, ya estaban en Monster Hunter 3G. Originalmente eran 8 los tipos de armas y ahora se han ampliado a 12. Son las siguientes:
- Espada y escudo: una espada que incluye un escudo con el que puedes protegerte. Es de movimientos rápidos y bastante combeable. Su movimiento especial es defenderse con el escudo (si recibes un golpe, el daño será mínimo pero perderás algo de resistencia), aunque en este modo, quedarás inmóvil. Es la única arma que permite usar objetos con el arma desenvainada.

- Espada doble (no incluida en Monster Hunter Tri): dos espadas que atacan rápidamente. Incluye una barra roja. Su movimiento especial es un modo demoníaco que incrementa su ataque a cambio de drenar resistencia. Atacando en este modo, rellenas la barra roja y si logras completarla, permanecerás así sin tener que gastar resistencia.

- Gran Espada: es un arma para prudentes, pues reduce mucho el movimiento del cazador. Tiene ataques giratorios y de carga. Su movimiento especial es defenderse usando la hoja de la espada (si recibes un golpe, el daño será mínimo pero perderás algo de resistencia).

- Espada larga: es un arma de ataque rápido pero con pocos combos y de escaso rango de ataque, por lo que no es buena para combatir contra un grupo de monstruos, aunque tiene un ataque giratorio con efecto explosivo que se usa con los 2 botones de ataque. Incluye una barra roja dividida en 4 partes. Atacando, la barra roja irá subiendo y aumentará el ataque del cazador, aunque esta irá bajando rápidamente. Su movimiento especial es un corte transversal que puede atacar a varios enemigos por delante.

- Martillo: es un arma contundente y puede llegar a aturdir a los monstruos con golpes en la cabeza. Su movimiento especial es un ataque cargado con el que puedes moverte hasta que sueltes el botón de ataque.

- Flauta (no incluida en Monster Hunter Tri): a pesar de llamarse flauta, se asemeja más a un martillo, pero sin llegar a ser contundente. Incluye un pentagrama. Baja un poco la velocidad del cazador cuando se desenvaina. Dependiendo de con qué botón estés atacando, se añadirán a la partitura notas de 3 colores diferentes (hasta 4). Su movimiento especial es un ataque que termina soplando la flauta. Dependiendo del color de las notas y el orden, se le otorgará al cazador una habilidad especial diferente o una curación.

- Lanza: es un arma para prudentes, pues reduce mucho el movimiento del cazador. También se le añade un escudo. Es un arma de escasos combos y de escaso rango de ataque, por lo que no es buena para combatir contra un grupo de monstruos. Su movimiento especial es defenderse con el escudo. Mientras se defienda, puede usar ataques contundentes con el escudo o ataques cargados.

- Lanza pistola (no incluida en Monster Hunter Tri): es un arma para prudentes, pues reduce mucho el movimiento del cazador. También se le añade un escudo. Incluye un indicador de munición (hasta 5 balas). Es un arma de escasos combos y de escaso rango de ataque, por lo que no es buena para combatir contra un grupo de monstruos. A pesar de tener una pistola, su alcance es muy corto y esta no puede usarse hasta haber desenvainado el arma. Tiene dos tipos de ataques: de lanza y de pistola. Su movimiento especial es defenderse con el escudo. Mientras se defienda, puede usar ataques con la lanza o recargar la pistola.

- Hacha espada: es un arma para prudentes, pues reduce un poco el movimiento del cazador en el modo hacha y mucho en el modo espada. Cada modo tiene ataques de diferente rango de alcance. La espada además, tiene ataques con daño de sangrado que dañarán lentamente a los monstruos. Incluye una barra amarilla, cargada desde el inicio. Esta barra se carga automáticamente estando con el hacha y se vacía automáticamente estando con la espada. Su movimiento especial es cambiar entre modos de arma.

- Ballesta ligera: incluye un indicador de munición que varía dependiendo del tipo de bala recargada. Las balas se pueden elegir de la bolsa de artillero usando el botón de ítem y pulsando arriba o abajo y generalmente tienen un alcance amplio. Sus únicas acciones son disparar y recargar. Su movimiento especial es usar la mira en primera persona (pulsación rápida) o caminar con la mira puesta (mantener presionado). A diferencia de la ballesta pesada, sus movimientos son más rápidos, pero de menor alcance y potencia.

- Ballesta pesada: incluye un indicador de munición que varía dependiendo del tipo de bala recargada. Las balas se pueden elegir de la bolsa de artillero usando el botón de ítem y pulsando arriba o abajo. Las balas se pueden elegir de la bolsa de artillero usando el botón de ítem y pulsando arriba o abajo y generalmente tienen un alcance amplio. Sus únicas acciones son disparar y recargar. Su movimiento especial es usar la mira en primera persona (pulsación rápida) o caminar con la mira puesta (mantener presionado). A diferencia de la ballesta ligera, sus movimientos son más lentos, pero de mayor alcance y potencia.

- Arco (no incluido en Monster Hunter Tri): incluye un indicador de revestimiento. El revestimiento de las flechas se fabríca con objetos. Pulsando los 2 botones de ataque se pueden revestir las armas con objetos. Puede atacar tanto disparando como con flechas a corta distancia. Sus disparos pueden ser cargados y a nivel máximo se pueden fragmentar para hacer más daño y cubrir un mayor área de disparo. Su movimiento especial es caminar con el arma apuntando y un indicador que indica la trayectoria de las flechas. Es un buen arma sub-acuática.

## Más funciones
- Otro Shakalaka llamado "Kayamba" se une a la caza. Kayamba es un rival de Cha-cha. Cada uno servirá para tierra y Kayamba será acuático. Ambos pueden unirse a los cazadores en la campaña para un jugador, al igual que los compañeros Felyne visto en Monster Hunter Portable 3. Se podrán usar en el Modo Multijugador si el cazador va en solitario tal como lo visto en Freedom 3.

- Una nueva característica llamada cámara de destino permite a los cazadores centrar la cámara en monstruos en vez de la dirección en la que se enfrentan actualmente al presionar el botón L. Esta función es opcional y se puede activar a través de la pantalla táctil.

- La pantalla táctil se puede personalizar para acceder a varios tipos de información y menús.

- Monster Hunter 3 Ultimate es el primer juego de la franquicia traducido para ofrecer sombras dinámicas (es decir, sombras realistas que reaccionan a una fuente de luz).

- El Mapa de Montañas Yukumo de Monster Hunter Portable 3 regresa en este juego.

- Los 12 tipos de armas presentes en MHP3rd, que no aparecían en Monster Hunter Tri regresará en Monster Hunter 3 Ultimate.

- El tráiler ha demostrado la capacidad submarina de la Espada doble, Lanza pistola, Cuerno de caza, y el Arco, las armas que no estaban presentes en el Monster Hunter Tri.

- Al igual que en MHP3rd, las ballestas se dividen entre ligeras y pesadas, omitiendo el tipo de medio y el presente de personalización único en Tri.

- La ciudad de Loc Lac de Monster Hunter Tri es reemplazada por Puerto de Tanzia.

- Soporta modo multijugador inalámbrico local a través de multicart y SpotPass, pero no tiene modo descarga.

- El multijugador en línea desaparece para la versión de 3DS, aunque esta puede usar la Wii U como nexo para conectarse, usando una descarga llamada Monster Hunter 3 Ultimate Packet Relay Tools for Nintendo 3DS y un adaptador LAN vendido por separado. Más de 4 jugadores pueden entrar en el puerto al mismo tiempo.

- Tendrá misiones descargables por DLC.

- Las Misiones del pueblo tendrá equivalentes de alto rango. Estas misiones incluyen algunas de las subespecies de MHP3rd.

- Varias de las armaduras de los monstruos que regresan se han renovado, como el de Barioth y Rathalos Celeste. Estas parecen ser las de nivel G.

- Características de Monster Hunter Tri que no estaban presentes en el Monster Hunter Portable 3 vuelven a este juego.

- La caza libre en el Bosque de Moga (Isla Desierta).

- La granja de Moga seguirá igual sin cambios aparentes.

- El sistema de la antorcha (ilumina las zonas oscuras, lugares donde el uso de una antorcha es de gran ayuda).

- La versión de Wii U trae en línea con chat de voz, posibilidad de utilizar un teclado vía USB y está en HD.

- A diferencia de la versión de Wii, el tiempo entre noche y día no cambia a los 2 minutos de estar en el bosque de Moga. En su lugar, se añade una selección tras haber alcanzado el Rango Alto de Misiones.

- Datos: Q3861000